# Fuentes pertinax
Fuentes pertinax är en spindelart som beskrevs av George William Peckham och Elizabeth Maria Gifford Peckham 1894. Fuentes pertinax ingår i släktet Fuentes och familjen hoppspindlar. Inga underarter finns listade i Catalogue of Life.